# Мануель Нуньєс-Яновський
Маноло (Мануель) Нуньєс-Яновський (ісп. Manuel Núñez Yanowsky) — іспанський архітектор-урбаніст. Закінчив факультет історії та археології Барселонського університету, а також Школу драматичного мистецтва Адріа Гуалью. Член Іспанської Королівської академії мистецтв.

## Біографія
Дитинство провів в Україні, у місті Одеса. 
На початку 1960-х став співзасновником бюро Taller de Arquitectura в Барселоні, пізніше заснував архітектурне агентство в Бельгії. У 1991 році став співзасновником SADE — Спілки архітекторів та девелоперів.

## Роботи
Автор проектів
- Place Picasso (Площа Пікассо) в Нуазі-ле-Гранд
- Marca Hispanica (кордон Франції-Іспанії)
- барселонських інституту ESADE, й театру Teatre Lliure

та ін.